# Les Forges (Deux-Sèvres)
Forges – miejscowość i gmina we Francji, w regionie Nowa Akwitania, w departamencie Deux-Sèvres.
Według danych na rok 1990 gminę zamieszkiwało 141 osób, a gęstość zaludnienia wynosiła 13 osób/km² (wśród 1467 gmin regionu Poitou-Charentes Forges plasuje się na 852. miejscu pod względem liczby ludności, natomiast pod względem powierzchni na miejscu 790.).